# 陳荊和
陈荆和（1917年9月28日—1995年11月19日），字孟毅，号苍崖，是臺灣歷史學者，受過日本正統史學訓練的南洋史專家，為越南研究和华僑研究的國際級專家。

## 生平
父親陳茂堤（1893-1977），曾在臺中開設濟生醫院、茂堤產婦人科醫院，戰後曾當選第一屆省參議會參議員。母親林螺（？-1978），臺中豪商林成基的千金。祖籍福建漳州。

陳荊和出生於臺中龍井，幼年隨父移居日本东京。

1936年3月畢業於麻布中學，1938年4月进入庆应义塾大学史學系，专攻东洋史，師從越南史專家松本信廣。

1942年4月畢業，先在其母校新設立的語言學校擔任研究員。

1943年3月被慶大派往位于越南河内的法国远东博物院進行研究，其研究專科為東南亞史地學及越南語文學，期限三年。

1946年7月返回臺中，11月獲台灣大學之聘，擔任文學院史學系講師，教授東南亞州史，繼承臺北帝大文學部南洋史講座。

1948年9月，兼任省立師範學校講師。

1950年8月，升任台灣大學史學系副教授。

1954年9月，以教授現職，獲中華教育文化基金董事會胡適推薦獎學金，派往法國巴黎大學作專科學術研究，歷訪英德西荷諸國。1955年10月下旬返臺，繼續於臺大講學。

1956年8月，升任台灣大學史學系正教授。

1958年4月，隨葉公超外交部長訪問西貢，為期一星期。9月，越南政府教育部即敦聘林荊和到越南主編翻譯越南史，擔任編輯越南史委員會主任委員，兼任順化、西貢、大勒三所大學教授。

1962年6月，應新亞書院校長錢穆之邀，主持該書院的東南亞研究所，兼教授東南亞史。
1966年获庆应义塾大学文学博士学位。
1978-81年曾任香港中文大學中國文化研究所長。
1981年退休后出任日本创价大学教育学部及语言与文化研究中心特任教授。
1986年任日本创价大学亚细亚研究所所长。
1993年赴美國。

1995年11月19日，逝世於越南胡志明市。

## 主要著作
- 《河仙鎮協鎮鄚氏家譜注釋》武世營撰；陳荊和注釋；台灣：國立臺灣大學文學院文史哲學報第7期，1955年
- 《十七世纪广南之新史料》（內容為《海外紀事》）；台北：中华丛书委员会，1960年
- 《艮齋詩集》鄭懷德撰；陳荊和《艮齋鄭懷德：其人其事》；香港：新亞研究所東南亞研究室，1962年
- 《十六世纪之菲律宾华侨》  香港：新亚研究所，1963年
- 《承天明乡社陈氏正谱》，收录陈元烁编辑的《明乡陈氏正谱》及陈荊和《承天明乡社陈氏正谱考畧》；香港：香港中文大学新亚研究所，1964年
- 《國史遺編》潘叔直輯；陳荊和《國史遺編的編者與內容》；香港：新亞研究所東南亞研究室，1965年
- 《新加坡华文碑铭集录》 和陈育崧合作， 香港中文大学，1970年
- 《嗣德圣制字学解义歌译注》阮翼宗原撰；陈荆和译注 香港中文大学，1971年
- 《往津日記》阮述撰；陈荆和编注；香港：中文大学出版社，1980年
- 《校合本 大越史記全書》、 吴士连、范公著、黎僖等撰，1984年‐1986年
  - 《校合本 大越史記全書 上》 陳荊和編校；东京大学东洋文化研究所，1984年
  - 《校合本 大越史記全書 中》 陳荊和編校；东京大学东洋文化研究所，1985年
  - 《校合本 大越史記全書 下》 陳荊和編校；东京大学东洋文化研究所，1986年
- 《校合本 大越史略》 陈荆和编校；东京：创价大学，1987年